# Trypoxylus kanamorii
Trypoxylus kanamorii är en skalbaggsart som beskrevs av Shinji Nagai 2006. Trypoxylus kanamorii ingår i släktet Trypoxylus och familjen Dynastidae. Inga underarter finns listade i Catalogue of Life.